# 横浜市立磯子小学校
横浜市立磯子小学校（よこはましりつ いそごしょうがっこう）は、神奈川県横浜市磯子区久木町にある公立小学校。1873年に真照寺境内に開校した小学真照学舎が起源。

## 沿革
- 1873年 - 小学真照学舎創立
- 1874年 - 小学磯子学校に改称
- 1892年 - 久良岐郡屏風ヶ浦村立尋常磯子小学校に改称
- 1911年 - 横浜市尋常磯子小学校に改称
- 1922年 - 横浜市尋常高等磯子小学校に改称
- 1941年4月 - 国民学校令により、横浜市立磯子国民学校に改称
- 1947年4月 - 学制改革により、横浜市立磯子小学校に改称

## 交通アクセス
- 根岸線 根岸駅下車